# 赖芬贝格
赖芬贝格是德国莱茵兰-普法尔茨州的一个市镇。总面积7.73平方公里，总人口817人，其中男性409人，女性408人（2011年12月31日），人口密度106人/平方公里。